# Transporte en Polinesia Francesa

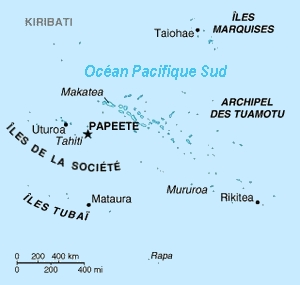
Mapa de la Polinesia Francesa.

## Aerolíneas
- Air Archipels
- Air Tahiti Nui
- Air Tahiti
- Pol'aire
- Tahití Helicopters

## Aeropuertos
Existen en Polinesia Francesa 4 aeródromos estatales (Tahití-Faa'tiene, Raiatea, Rangiroa, Bora Bora), 40 aeródromos locales y 1 aeródromo militar. A esto se añaden 6 aeródromos privados.
El aeropuerto principal de Polinesia Francesa es el Aeropuerto internacional Tahití Faa'tiene
- Total : 51 
  - pistas pavimentadas: 37
  - pistas no pavimentadas : 13

- Helipuertos : 1

(2005)

## Carreteras
- Total : 2 590 km
  - pavimentadas: 1 735 km
  - no pavimentadas: 855 km

(1999)

## Puertos
Varios puertos conectan los archipiélagos de Polinesia Francesa : 
- Puerto autónomo de Papaʻete